# Sverre Kvammen
Sverre Kvammen (6 gennaio 1908 – 4 aprile 1982) è stato un calciatore norvegese, di ruolo portiere.

## Carriera

### Club
Kvammen vestì la maglia del Viking.

### Nazionale
Disputò una partita per la Norvegia. Il 3 novembre 1935, infatti, fu in campo nella sconfitta per 0-2 contro la Svizzera. Fu tra i convocati per i Giochi della XI Olimpiade, tuttavia non partì mai per la Germania dato che fu selezionato come riserva.